# Região Geográfica Imediata de Montes Claros
A Região Geográfica Imediata de Montes Claros é uma das 70 regiões imediatas do estado brasileiro de Minas Gerais, uma das sete regiões imediatas que compõem a Região Geográfica Intermediária de Montes Claros. Criada em 2017 pelo Instituto Brasileiro de Geografia e Estatística (IBGE), é composta por 32 municípios, sendo o município de Montes Claros o mais populoso com uma população estimada de 417 478 habitantes.

## Municípios
| Município          | População (est. 2021) | Área          | Fonte  |
| ------------------ | --------------------- | ------------- | ------ |
| Bocaiuva           | 50 521                | 3 206,757 km² | [ 3 ]  |
| Botumirim          | 6 259                 | 1 568,884 km² | [ 4 ]  |
| Brasília de Minas  | 32 460                | 1 399,484 km² | [ 5 ]  |
| Campo Azul         | 3 830                 | 505,914 km²   | [ 6 ]  |
| Capitão Enéas      | 15 388                | 971,576 km²   | [ 7 ]  |
| Claro dos Poções   | 7 478                 | 720,424 km²   | [ 8 ]  |
| Coração de Jesus   | 26 620                | 2 225,216 km² | [ 9 ]  |
| Cristália          | 5 992                 | 840,702 km²   | [ 10 ] |
| Engenheiro Navarro | 7 240                 | 608,306 km²   | [ 11 ] |
| Francisco Dumont   | 5 268                 | 1 576,128 km² | [ 12 ] |
| Francisco Sá       | 26 459                | 2 747,295 km² | [ 13 ] |
| Glaucilândia       | 3 177                 | 145,861 km²   | [ 14 ] |
| Grão Mongol        | 15 943                | 3 885,294 km² | [ 15 ] |
| Guaraciama         | 5 005                 | 390,263 km²   | [ 16 ] |
| Ibiracatu          | 5 340                 | 353,257 km²   | [ 17 ] |
| Itacambira         | 5 447                 | 1 788,445 km² | [ 18 ] |
| Japonvar           | 7 991                 | 375,181 km²   | [ 19 ] |
| Jequitaí           | 7 407                 | 1 268,443 km² | [ 20 ] |
| Joaquim Felício    | 4 757                 | 790,935 km²   | [ 21 ] |
| Josenópolis        | 4 911                 | 541,393 km²   | [ 22 ] |
| Juramento          | 4 359                 | 431,630 km²   | [ 23 ] |
| Lagoa dos Patos    | 4 062                 | 600,547 km²   | [ 24 ] |
| Lontra             | 9 766                 | 258,925 km²   | [ 25 ] |
| Luislândia         | 6 735                 | 411,714 km²   | [ 26 ] |
| Mirabela           | 13 651                | 723,278 km²   | [ 27 ] |
| Montes Claros      | 417 478               | 3 589,811 km² | [ 2 ]  |
| Olhos-d'Água       | 6 243                 | 2 092,078 km² | [ 28 ] |
| Patis              | 6 031                 | 444,196 km²   | [ 29 ] |
| São João da Lagoa  | 4 949                 | 998,015 km²   | [ 30 ] |
| São João da Ponte  | 25 033                | 1 851,102 km² | [ 31 ] |
| São João do Pacuí  | 4 476                 | 415,922 km²   | [ 32 ] |
| Varzelândia        | 19 290                | 814,994 km²   | [ 33 ] |